# 竹花ありあ
竹花 ありあ（たけはな ありあ、1996年7月10日 - ）は、女優・モデル。滋賀県出身。愛称は、ありあちゃん・ありちゃん。身長：172cm、スリーサイズ：B88cm(Eカップ),W56cm,H88cm。

## 来歴
- 2015年より「Jabraヘッドセット」新製品発表会モデル、「大東電材」の企業WebCMの受験生役、フィンランド大手スーパー Prisma「Makkonen vs Nagasaki uusintaottelu」テレビCMでバウンドガール役、フジテレビドラマ「好きな人がいること」の第10話でCA役として出演し、現在はお笑い芸人の宮地謙典（ニブンノゴ!）・福田恵悟（LLR）・村上健志（フルーツポンチ）の3名で結成されたよしもとドラマ部が制作するオリジナルミニドラマのヒロインの座をかけてスタートした「よしもとドラマ部 金の卵オーディション」に参加。（2017年7月13日～9月下旬迄）

## 人物
- とても明るい性格で、すごく親しみやすいキャラクターが魅力。
- おちゃめでドジっ娘だが、愛らしい仕草から憎めない。
- 無意識に何でもついニオイを嗅いでしまう癖がある。
- 特技は、華道、茶道、水泳。19歳で華道、茶道の師範を取得。
- 目標とする女優は、綾瀬はるかさん。
- 好きなアーティストは、GReeeeN。

## 出演

### テレビ
- 好きな人がいること（土曜日・フジテレビ ）第10話　CA役 （2016年9月19日）

### CM
- Prisma「Makkonen vs Nagasaki uusintaottelu」 バウンドガール役 （2016年～）
- gram「cafe&pancake gram」 スタッフ編（2017年8月21日～）

### モデル
- Jabraヘッドセット 新製品発表会モデル （2015年）

### PV
- The One/瀬戸山智之助

### WebCM
- 大東電材 企業WebCM 受験生役

## 作品

### イメージビデオ
- 竹花ありあ 可憐な花（2017年10月27日、発売：クール・エンタテイメント、販売：スパイスビジュアル）[1]